# Gonocarpus pycnostachyus
Gonocarpus pycnostachyus är en slingeväxtart som först beskrevs av F. Müll., och fick sitt nu gällande namn av Anthony Edward Orchard. Gonocarpus pycnostachyus ingår i släktet Gonocarpus och familjen slingeväxter. Inga underarter finns listade i Catalogue of Life.